# Sorin Frunzăverde
Sorin Frunzăverde (n. 26 aprilie 1960, Bocșa, România – d. 3 noiembrie 2019, Reșița, România) a fost un politician român, vicepreședinte al PNL, președinte al consiliului județean Caraș-Severin din 2004 până în 2019 (cu întreruperi).
A fost ministru al mediului în guvernul Ciorbea, ministru al apărării în guvernele Isărescu și Tăriceanu, membru al Parlamentului European între 2007-2009.

## Biografie
După absolvirea studiilor elementare la Bocșa și Reșița și a Liceului de Matematică-Fizică din Reșița (1975-1979), a urmat cursurile Facultății de Metalurgie din cadrul Institutului Politehnic București (1980-1985), obținând diploma de inginer metalurgist.
După absolvirea facultății, a lucrat ca inginer la Combinatul Siderurgic Reșița, îndeplinind funcțiile de șef de atelier (1985-1988) și apoi de șef al Serviciului CTC-Laboratoare (1988-1991).
Între anii 1991-1996 a fost președinte și director general al Camerei de Comerț și Industrie al județului Caraș-Severin, deținând de asemenea în perioada 1992-1996 funcția de consilier județean, secretar al Comisiei de Buget-Finanțe din cadrul Consiliului Județean Caraș-Severin. În perioada 1996-1997 a deținut funcția de președinte al Consiliului Județean Caraș-Severin.
Sorin Frunzăverde a obținut în 2000 titlul de doctor în științe economice al Universității de Vest din Timișoara iar 4 ani mai târziu pe cel de doctor în științe militare al Universității Naționale de Apărare din București.

## Funcții ministeriale
În perioada 1997-2000 a deținut o serie de funcții ministeriale ca reprezentant al Partidului Democrat. 
- ministrul apelor, pădurilor și mediului înconjurător (5 decembrie 1997 - 11 februarie 1998) în Guvernul Victor Ciorbea, din care a demisionat odată cu retragerea miniștrilor PD din guvern;
- ministrul turismului (17 aprilie 1998 - 16 decembrie 1998) în Guvernul Radu Vasile. Conform Hotărârii nr. 47 din 16 decembrie 1998 a Parlamentului României, Ministerul Turismului a fost desființat. El și-a continuat apoi activitatea ca președinte al Autorității Naționale pentru Turism, până la numirea sa în fruntea Ministerului Apărării Naționale.
- ministrul apărării naționale (13 martie 2000 - 28 decembrie 2000) în Guvernul Mugur Isărescu.
- ministrul apărării (26 octombrie 2006 - 5 aprilie 2007) în Guvernul Tăriceanu.

## Funcții politice
Sorin Frunzăverde a fost președintele organizației județene Caraș-Severin a Partidului Democrat-Liberal încă de la înființare. În perioada iunie 2001 - mai 2011 a ocupat funcția de vicepreședinte al Biroului Permanent Național al Partidului Democrat (Departamentul Relații Internaționale). A fost artizanul primirii Partidului Democrat în Partidul Popular European, după ce fusese membru al Internaționalei Socialiste.
În 2011 a fost ales prim-vicepreședinte al Biroului Permanent Național al Partidului Democrat-Liberal, funcție pe care a păstrat-o până în 28 martie 2012, când a anunțat demisia sa din PDL și trecerea la PNL.
La congresul PNL din 7 aprilie 2012 a fost ales în funcția de vicepreședinte al partidului. La congresul extraordinar din iunie 2014 a fost reales vicepreședinte al Partidului Național Liberal.

### Deputat în Parlamentul European
La alegerile europarlamentare din 25 noiembrie 2007, a fost ales ca deputat în Parlamentul European pentru mandatul 2007-2009, el candidând pe listele Partidului Democrat pe prima poziție. A îndeplinit funcția de șef al delegației române din cadrul PPE-DE, vicepreședinte al Subcomisiei de Securitate și Apărare, titular în Comisia pentru Afaceri Externe și supleant în Comisia de Dezvoltare.
La alegerile locale din 1 iunie 2008 a candidat pentru funcția de președinte al Consiliului Județean Caraș-Severin, obținând 43,8% din voturile valabil exprimate. Ca urmare a alegerii sale în funcția de președinte al Consiliului Județean Caraș-Severin, Sorin Frunzăverde a demisionat la 4 iunie 2008 din Parlamentul European, fiind înlocuit în această funcție de către Flaviu Călin Rus.
În legislatura 2000-2004, Sorin Frunzăverde a fost ales deputat de Caraș-Severin pe listele Partidului Democrat (PD). În legislatura 2000-2004, a fost secretar al Comisiei pentru apărare, ordine publică și siguranță națională din Camera Deputaților și membru în Comisia specială a Camerei Deputaților și Senatului pentru exercitarea controlului parlamentar asupra Serviciului de Informații Externe. De asemenea, a fost vicepreședinte al Grupului Parlamentar de prietenie cu Finlanda și secretar al Grupului Parlamentar de prietenie cu Croația. A demisionat din Parlamentul României la data de 28 iunie 2004, fiind înlocuit de Teodor Crăciun Tuducan.

### Președinte al Consiliului Județean Caraș-Severin
În 18 martie 2014, Sorin Frunzăverde a obținut premiul Politicianul anului, titlu decernat în cadrul Galei Naționale a Excelenței în Asistența Socială. Competiția a fost inițiată de Colegiul Național al Asistenților Sociali din România, cu ocazia sărbătoririi a 20 de ani de la prima promoție de asistenți sociali și 10 ani de la reglementarea profesiei de asistent social în România. Evenimentul a fost găzduit de Teatrul Nottara din București.
La alegerile locale din 10 iunie 2012 a obținut un nou mandat ca președinte al Consiliului Județean Caraș-Severin cu 47,8% din voturile valabil exprimate.
A candidat la alegerile locale din 1 iunie 2008 pentru postul de președinte al Consiliului Județean Caraș-Severin, obținând 43,8% din voturile valabile, fiind urmat de Ion Mocioalcă cu 20,8%, Horia Irimia cu 17,3% și Aurel Marinescu cu 5,5% din voturi . El a preluat oficial funcția de președinte al CJ Caraș-Severin la 20 iunie 2008.
Ca urmare a alegerii sale în funcția de președinte al Consiliului Județean Caraș-Severin, Frunzăverde a demisionat la 4 iunie 2008 din Parlamentul European, fiind înlocuit în această funcție de către Flaviu Călin Rus.
Sorin Frunzăverde a vorbit fluent limba engleză, limba italiană și limba germană, a fost căsătorit și a avut o fiică.

## Condamnare penală
La data de 3 iulie 2015 Sorin Frunzăverde, președinte al Consiliului Județean Caraș Severin, a devenit urmărit penal de către Direcția Națională Anticorupție pentru infracțiunea de folosire a influenței ori a autorității pentru obținerea de foloase necuvenite.
Inculpatul Sorin Frunzăverde ar fi făcut demersuri pentru influențarea procesului electoral în direcția obținerii de mai multe voturi pentru un anumit candidat.
Magistrații Curții de Apel Timișoara, în mai 2016, l-au condamnat definitiv pe Sorin Frunzăverde la 2 ani de închisoare cu suspendare și cursuri de reintegrare în societate.